# Faruk İremet
Faruk İremet (ur. 1965 w Siverek, Turcja) – poeta zazasko-turecki. W 1986 wyemigrował do Szwecji.

## Dyskografia
- Çöl Yağmuru, Falköping, Suk Yayınları, 1989.

- Katliamdan Kaçanlar, Falköping, Suk Yayınları, 1990

- Mitra, Ankara, Yarın Yayınları, 1996, ISBN 91-87840-28-6

- Rondıkê Çavên Ti, Stockholm, APEC Yayınları, 1993. ISBN 91-87730-27-8

- Och i älskades hunger, Stockholm, İremet Yayınları, 1994, ISBN 91-972069-0-3.

- Antolojiyê Ozanê Swêdi, Zazaca-antoloji, Stockholm, İremet Yayınları, 1995, ISBN 91-976029-2-X.

- Zeritenık, Stockholm, İremet Yayınları, 1996, ISBN 91-972069-7-0.

- Zonê Ma Zazaki, Stockholm, İremet Yayınları, 1996, ISBN 91-972069-8-9

- CD, Na Zeri - This heart (artist, text och musik Faruk Iremet), iremet publishing, 2005